# Polmonite interstiziale desquamativa
Per polmonite interstiziale desquamativa in campo medico, si intende una forma di pneumopatia (malattia polmonare) interstiziale idiopatica, dovuta ad un accumulo di macrofagi all'interno degli alveoli del polmone. La condizione è un disturbo cronico con un esordio particolarmente acuto. I sintomi più comuni includono dispnea, tosse, febbre, debolezza, perdita di peso e affaticamento. Nei casi più gravi, può causare insufficienza respiratoria, dolore toracico, ippocratismo digitale, cianosi e emottisi. I casi asintomatici sono rari.
La polmonite interstiziale desquamativa è spesso associata al fumo di sigaretta, all'esposizione ambientale o lavorativa a particolari sostanze, a disturbi sistemici e infezioni. Tra i fattori di rischio ambientali vi sono i vapori di gasolio, l'amianto e altre sostanze chimiche. La malattia è stata anche correlata all'uso di alcune sostanze come marijuana, sirolimus, macrolidi, nitrofurantoina, tocainide e sulfasalazina. Alcuni disturbi, come epatite C, citomegalovirus, lupus eritematoso sistemico, connettivite e artrite reumatoide, sono stati anch'essi associati alla polmonite interstiziale desquamativa.
La diagnosi richiede spesso una biopsia ottenuta tramite chirurgia, specialmente quando l'imaging biomedico o altri test forniscono risultati non specifici. La tomografia computerizzata ad alta risoluzione (HRCT) può aiutare a identificare le caratteristiche della malattia. La diagnosi differenziale include la polmonite interstiziale non specifica, l'istiocitosi a cellule di Langerhans, la bronchiolite respiratoria associata a malattia polmonare interstiziale e la polmonite da ipersensibilità. La polmonite interstiziale desquamativa viene trattata principalmente smettendo di fumare, anche se in molti casi non è sufficiente. Nei casi da moderati a gravi si ricorre all'assunzione di corticosteroidi. Le condizioni più gravi possono essere trattata con un trapianto di polmone, anche se le recidive sono possibili. La polmonite interstiziale desquamativa ha una prognosi favorevole, con un tasso di mortalità del 6-28% e un tasso di sopravvivenza del 68%-94%.

## Storia
La polmonite interstiziale desquamativa fu descritta per la prima volta da Averill Liebow e collaboratori. Nel 1965 Liebow riportò i casi di 18 pazienti con lesioni polmonari caratterizzate da una proliferazione abbondante di cellule alveolari e desquamazione. Liebow notò inoltre che le pareti delle vie aeree distali dei pazienti risultavano ispessite. Il nome "polmonite interstiziale desquamativa" deriva dall’ipotesi che la malattia fosse causata dalla desquamazione delle cellule epiteliali.

## Epidemiologia
La prevalenza della polmonite interstiziale desquamativa è sconosciuta, ma è dimostrato che colpisce più comunemente persone di età compresa tra i 40 e i 60 anni, con una probabilità doppia negli uomini rispetto alle donne. Sebbene la condizione possa a volte progredire rapidamente, il verificarsi di una fibrosi grave è un evento raro.

## Sintomatologia
La polmonite interstiziale desquamativa è un disturbo cronico che spesso si presenta in modo subdolo. I sintomi più comuni riscontrabili nella condizione sono la dispnea, soprattutto durante l'esercizio fisico, e la tosse. Sintomi non specifici come febbre, debolezza, perdita di peso e affaticamento sono altresì frequenti. Altri sintomi includono insufficienza respiratoria, dolore toracico, ippocratismo digitale, cianosi e, raramente, emottisi. Alcune persone con DIP possono essere asintomatiche, sebbene questo sia raro.??

## Segni e sintomi
La polmonite interstiziale desquamativa è un disturbo cronico che spesso si presenta in modo subdolo. I sintomi più comuni riscontrabili nella condizione sono la dispnea, soprattutto durante l'esercizio fisico, e la tosse. Sintomi non specifici come febbre, debolezza, perdita di peso e affaticamento sono altresì frequenti. Altri sintomi includono insufficienza respiratoria, dolore toracico, ippocratismo digitale, cianosi e, raramente, emottisi. Alcune persone con DIP possono essere asintomatiche, sebbene questo sia raro.

## Diagnosi

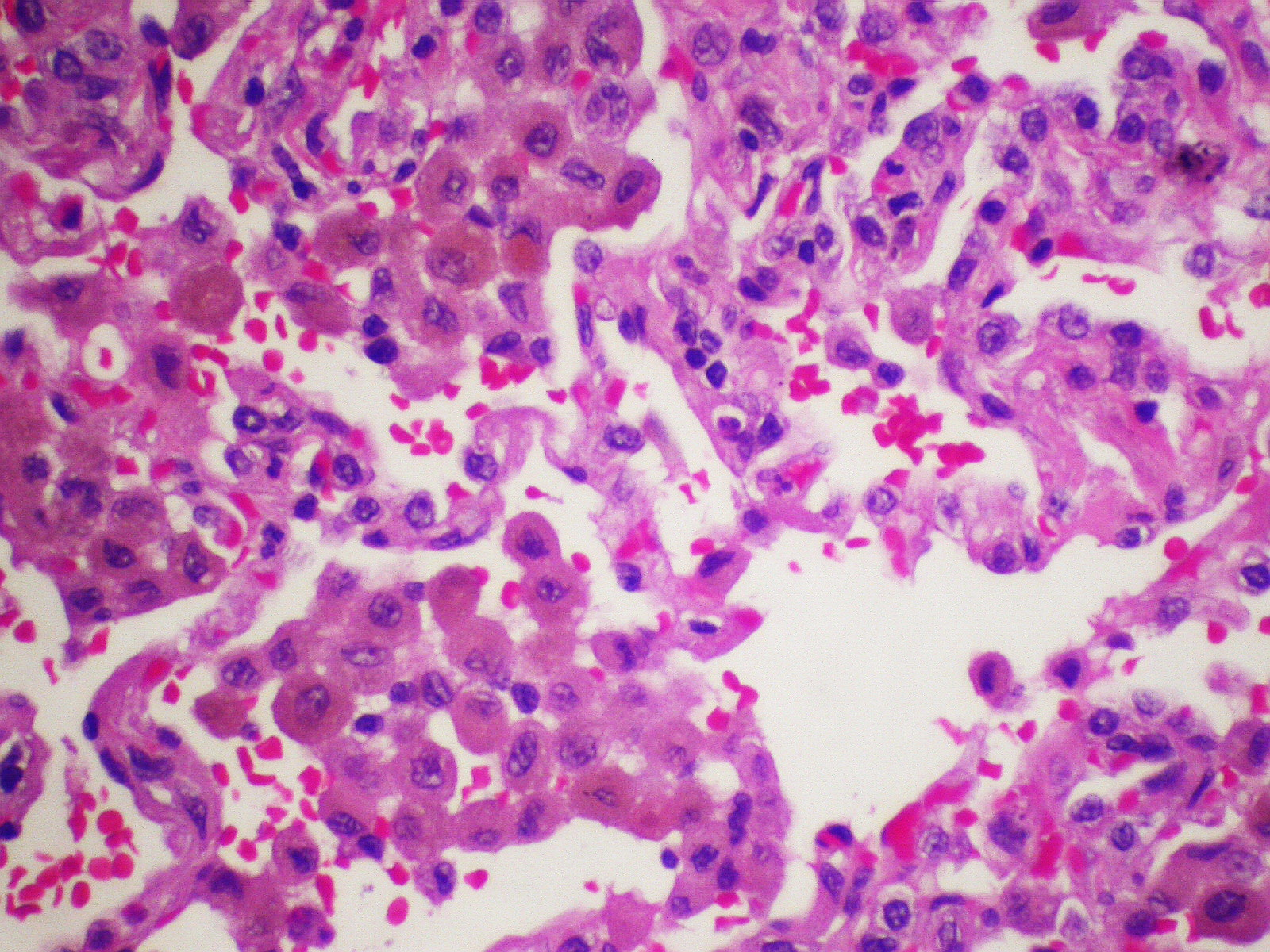
Microfotografia che mostra alveoli polmonari pieni di macrofagi, molti dei quali contengono pigmento di colore marrone dorato.

Poiché i risultati delle analisi del sangue, dell'imaging biomedico e del lavaggio broncoalveolare sono spesso non specifici, le linee guida raccomandano una biopsia chirurgica per diagnosticare la polmonite interstiziale desquamativa qualora la tomografia computerizzata ad alta risoluzione (HRCT) non riveli i segni classici della polmonite interstiziale. La diagnosi definitiva di si basa, quindi, su una biopsia polmonare.
Sebbene in alcuni casi siano stati segnalate alcune anomalie nei valori di laboratorio, l'analisi biologica generalmente non indirizza verso una diagnosi specifica. Anche la radiografia del torace spesso mostra risultati non specifici o può anche risultare normale. I test di funzionalità polmonare rivelano di solito una riduzione della capacità di diffusione e un pattern restrittivo.
La tomografia computerizzata ad alta risoluzione del torace (HRCT) spesso mostra segni di della condizione, mostrando un aspetto dei polmoni a "vetro smerigliato".
Il principale segno distintivo della polmonite interstiziale desquamativa è la presenza di un gran numero di macrofagi all'interno degli alveoli polmonari, distribuiti in tutto l'acino polmonare. Questi macrofagi sono ricchi di citoplasma eosinofilo e contengono spesso un pigmento di colore marrone chiaro granulare. Solitamente sono presenti poche cellule grandi multinucleate. L'architettura alveolare è generalmente intatta, tuttavia è presente un modesto infiltrato infiammatorio cronico nell'interstizio. Può essere presente una quantità moderata di eosinofili, oltre a possibili aggregati linfoidi.
La diagnosi differenziale della DIP include polmonite interstiziale non specifica, istiocitosi a cellule di Langerhans, malattia polmonare interstiziale associata a bronchiolite respiratoria e polmonite da ipersensibilità.

## Trattamento
La miglior strategia per trattare la polmonite interstiziale desquamativa è smettere di fumare, tuttavia questo non è sempre sufficiente e si deve consigliare di evitare altri potenziali fattori ambientali. Nei pazienti con sintomi moderati o gravi che non hanno risposto positivamente dopo avere cessato di fumare, vengono somministrati corticosteroidi. Farmaci citotossici e immunosoppressori sono stati utilizzati anch'essi per il trattamento della condizione, ma non vi sono prove sufficienti sulla loro efficacia. Nei casi di polmonite interstiziale desquamativa grave, un trapianto di polmone può essere un'opzione da valutare, tuttavia è possibile una recidiva in seguito.

## Prognosi
La polmonite interstiziale desquamativa ha una prognosi favorevole e la maggior parte dei pazienti migliora se sottoposti ad un trattamento adeguato. Il tasso di mortalità della malattia è compreso tra il 6% e il 28%. Il tasso di sopravvivenza è invece stimato tra il 68% e il 94%. Senza trattamento, circa il 60% dei pazienti peggiora. Sono stati riportati anche casi di guarigione spontanea.